# Teen Idles
O Teen Idles foi uma banda de hardcore punk americana formada em Washington em agosto de 1979. Formada pelos jovens Nathan Strejcek, Geordie Grindle, Ian MacKaye e Jeff Nelson, a banda gravou duas demos e um EP, Minor Disturbance, antes de sua separação em novembro de 1980. Influenciada outras bandas punks americanas, como The Cramps e Bad Brains, a banda é considerada uma das pioneiras do hardcore punk em Washington e foi uma das primeiras bandas do gênero a ganhar notoriedade fora de sua cena local. Também são considerados os pioneiros do movimento straight edge. As performances, as letras e a crueza da música dos Teen Idles eram uma tentativa de reviver elementos do movimento punk que, de acordo com o grupo, haviam se perdido após o surgimento da new wave. Após a separação do grupo, Ian MacKaye e Jeff Nelson formaram o Minor Threat e fundaram o selo independente Dischord Records.

## História

### Primórdios
Em 1978, o jovem Ian MacKaye teve seus primeiros contatos com o punk rock através da rádio universitária da Universidade de Georgetown. Na mesma época, ele se tornou amigo de seu colega Jeff Nelson, após este ter detonado uma bomba caseira fora da escola e Ian ter ido investigar o caso. Logo, os dois descobriram que partilhavam do mesmo interesse pelo punk rock. O primeiro show punk que Ian e Jeff viram foi uma apresentação dos Cramps em janeiro de 1979, na ocasião de um evento beneficente para a rádio universitária da Universidade de Georgetown. Aquela apresentação havia inspirado profundamente a dupla.
Depois de ver um concerto dos Bad Brains, Ian e Jeff montaram a sua própria banda, chamada The Slinkees, junto com os seus colegas George Grindle e Mark Sullivan. Os Slinkees fizeram apenas uma apresentação antes de Sullivan deixar a banda para iniciar seus estudos universitários. Após uma tentativa fracassada de chamar Henry Rollins para ser o vocalista da banda, Nathan Strejcek entra para o grupo. Logo, mudaram o nome de Slinkees para Teen Idles. Após alguns shows e alguns meses de ensaio, a banda gravou duas demos em um estúdio local entre fevereiro e abril de 1980. Enquanto gravavam, era comum o riso por parte do engenheiro de som e de outras bandas que costumavam frequentar o local. Na mesma época, a banda começou a tocar em festas e pizzarias, e também abriram um concerto para os Bad Brains no Madam's Organ Blues Bar.
Tentando reviver a agressividade do movimento punk, que os membros da banda acreditavam que estava se perdendo após o surgimento da new wave, os Teen Idles procuraram parecer visualmente o mais intimidadores possíveis, usando moicanos, jaquetas de couro, calças rasgadas e outros acessórios punks. Ian e Jeff até colocaram tachinhas nas solas de suas botas para que elas fizessem "estalidos ameaçadores" enquanto eles caminhassem. Apesar do visual ameaçador que o grupo adotou, segundo Ian Mackaye, "em nossos shows e dentro de nossa própria comunidade, éramos totalmente caretas. Éramos totalmente honestos — nós não roubávamos, não praticávamos vandalismo e nem fazíamos pixações, não fazíamos nada —, todos nos odiavam apenas por causa da nossa aparência".
Após realizarem diversos shows em Washington e abrirem para bandas como os Untouchables, o grupo decidiu realizar uma turnê na costa oeste dos Estados Unidos em agosto de 1980, levando Rollins e Sullivan como roadies. Ao chegarem na Califórnia, foram imediatamente abordados pela polícia local. Após confrontar os policiais, Jeff foi detido por cerca de uma hora. Logo no primeiro dia da turnê, os Teen Idles foram impedidos de entrarem no Los Angeles Hong Kong Cafe por serem muito jovens. Inicialmente eles iriam abrir para os Dead Kennedys e os Circle Jerks, porém, foram reagendados para tocar na próxima noite, abrindo para os Mentors e uma banda chamada Puke, Spit an Guts. A performance dos Teen Idles impressionou aqueles que estavam no local; segundo Ian MacKaye, "as pessoas ficaram apavoradas com o quão rápido nós tocávamos".
Retornando para Washington, o grupo foi convidado por Skip Groff, dono da loja de discos Yesterday and Today, para gravar algumas músicas no Inner Ear, um pequeno estúdio de gravação com quatro canais, em Arlington, Virgínia. A banda foi apresentafa a Don Zientara, proprietário do estúdio e engenheiro de som. No total, sete músicas foram gravadas. As gravações foram feitas ao vivo no porão do estúdio, enquanto Zientara se encarregava da engenharia de áudio e Goff produzia. No entanto, a banda estava indecisa sobre o que fazer com aquelas gravações e decidiram engavetá-las.

### Separação eMinor Disturbance
No final de 1980, o grupo decidiu se separar. O maior motivo da separação foram as brigas entre Geordie e Jeff. A então namorada de Geordie, recentemente convertida ao cristianismo, desaprovava a banda. Geordie, questionando-se a respeito de sua participação na banda, entrou em sérios conflitos com Jeff, que era um ateu convicto. Os conflitos se agravaram até que Geordie decidiu deixar o grupo. O último show dos Teen Idles foi em 6 de novembro de 1980, no 9:30 Club abrindo para o SVT. Tal show foi um dos principais eventos que ajudaram a alavancar a popularidade dos chamados all-ages shows na região — eventos sem restrição de idade ao público, porém onde a venda e o consumo de bebidas alcoólicas eram expressamente proibidos para menores de 21 anos. Para identificar os mais jovens no local, a banda sugeriu aos proprietários do 9:30 Club para que marcassem um X nas mãos daqueles que não tivessem atingido a idade legal para o consumo de bebidas alcoólicas, a fim de identificá-los para não servir-lhes álcool — a ideia surgiu depois de um concerto da banda no Mabuhay Gardens Club, em San Francisco, no qual os proprietários do estabelecimento adotaram esse procedimento para permitir que o grupo tocasse. Se os jovens fossem pegos bebendo, seriam expulsos do local. Os proprietários adotaram a ideia e o show ocorreu sem nenhum incidente.
Durante o tempo em que a banda esteve ativa, o grupo conseguiu juntar cerca de $700 dólares. Eles tinham duas opções: dividir o dinheiro entre os membros da banda ou lançar as gravações que tinham feito com Zientara na Inner Ear. Escolhendo a segunda opção, Jeff, Ian e Nathan, com a ajuda de Skip Groff, fundaram a Dischord Records para lançar aquele material. Lançado em janeiro de 1981 com uma tiragem inicial de 1.000 cópias, Minor Disturbance foi um sucesso na cena independente local, sendo transmitido em algumas rádios alternativas e recebendo resenhas em vários fanzines notórios como o Touch and Go. Isso fez com que a Dischord Records conseguisse dinheiro suficiente para continuar realizando novos lançamentos.
Após a separação dos Teen Idles, Geordie Grindle optou por não seguir a carreira musical. Na época do lançamento do EP Minor Disturbance, Jeff Nelson e Ian MacKaye já haviam formado o Minor Threat — o primeiro show da banda havia sido em dezembro de 1980. Nathan Strejcek trabalhou na Dischord Records por um tempo, até que Jeff e Ian decidiram afastá-lo por conta de sua falta de interesse e comprometimento com o selo. Diversas músicas dos Teen Idles apareceram em várias coletâneas de hardcore punk ao longo dos anos 1980 e 1990. Em 1996, celebrando o seu centésimo lançamento, a Dischord lança o EP Teen Idles, compilando o material das duas demos gravadas pela banda entre fevereiro e abril de 1980.

## Estilo musical e atitude
De acordo com o jornalista Michael Azerrad, os Teen Idles "tocaram canções proto-hardcore que arrasaram seu meio social". No documentário Another State of Mind, Ian MacKaye comenta: "Quando me tornei um punk, minha maior luta era contra as pessoas que estavam ao meu redor — amigos". Aos treze anos, Ian mudou-se para Palo Alto, Califórnia, onde morou por nove meses. Ao voltar para Washington, encontrou seus amigos começando a beber e a usar drogas. Ele ainda declara: "Eu disse para mim mesmo, 'Deus, eu não quero ser como essas pessoas, cara. Eu realmente não me encaixo entre eles'. E o punk foi uma alternativa".
Um dos elementos visuais mais fortes do movimento straight edge é o "X" marcado nas mãos de seus adeptos. Sua origem, segundo Ian MacKaye, deu-se quando os proprietários do Mabuhay Gardens Club de San Francisco descobriu que os integrantes do Teen Idols tinham menos de 21 anos de idade e queriam proibir o grupo de tocar no estabelecimento. Após uma rápida discussão, os integrantes da banda e os proprietários do clube chegaram em um acordo: seria marcado um grande "X" nas mãos dos adolescentes com uma caneta permanente, a fim de identificá-los para que ninguém lhes servisse bebidas alcoólicas. Os integrantes da banda acharam uma boa ideia e a levaram para Washington. Ian MacKaye lembra: "Fomos ao 9:30 Club e dissemos: ei, nós não iremos beber e iremos marcar um 'X' em nossas mãos. Se você ver a gente bebendo, pode nos expulsar do local. Nós não iremos beber, estamos aqui apenas pela música". A banda adotou para si essa marca, inicialmente usada como um símbolo para representar a juventude, mas que acabou se tornando um símbolo usado por bandas que geralmente tocavam para um público abaixo da idade legal para o consumo de álcool ou cujos integrantes não consumiam bebidas alcoólicas. Ian observou que naquele momento, "o símbolo não era algo usado para representar o straight edge, e sim para representar a juventude, era algo sobre ser jovem e punk".
A maioria das letras da banda foram escritas por Ian MacKaye. As letras, de modo geral, eram críticas a um movimento punk que, segundo os membros da banda, estava perdendo sua fúria e agressividade original, com o predomínio da música new wave e com a decadência de bandas da primeira onda punk como The Clash e The Damned. Isso pode ser observado na música Fleeting Fury: "As roupas que usam já perderam o ferrão / Assim como a fúria nas canções que cantam" ("The clothes you wear have lost their sting / So's the fury in the songs you sing"). Musicalmente, os Teen Idles foram fortemente influenciados pelas bandas punks de Washington e da Califórnia, como Bad Brains, Black Flag e The Germs. A influência dessas bandas é notável na sonoridade do Teen Idles, que consistia em Nathan Strejcek gritando em cima de uma batida hardcore em um compasso 1/2, com Ian MacKaye e Geordie Grindle tocando riffs curtos e rápidos, intercalados pelos raṕidos solos de guitarra de Geordie.

## Discografia
- Minor Disturbance, Dischord, 1981
- Teen Idles, Dischord, 1996